# Gheorghe Vrănceanu

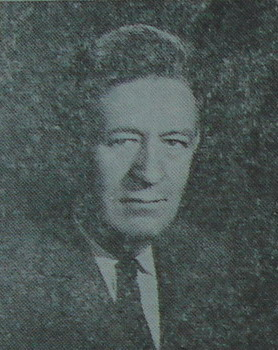

Gheorghe Vrănceanu (Valea Hogei, 30 giugno 1900 – Bucarest, 27 aprile 1979) è stato un matematico rumeno, conosciuto per i suoi contributi in geometria differenziale e topologia.